# Primera Liga de Bulgaria 2025-26
La Primera Liga de Bulgaria 2025-26 conocida como también como Liga Efbet por razones de patricinio es la 102.ª edición de la Primera Liga de Bulgaria la máxima categoría de fútbol de Bulgaria. La temporada comenzó el 18 de julio de 2025 y terminará en mayo de 2026.
El Ludogorets Razgrad es el campeón defensor.

## Ascensos y descensos
| Pos. | Ascendido de Segunda Liga 2024-25 |
| ---- | --------------------------------- |
| 1.º  | Dobrudzha Dobrich                 |
| 2.º  | Montana                           |

| Pos. | Descendido de Primera Liga 2024-25 |
| ---- | ---------------------------------- |
| 15.º | Krumovgrad                         |
| 16.º | Hebar Pazardzhik                   |

## Formato
Los 16 equipos participantes jugarán entre sí todos contra todos dos veces totalizando 30 partidos cada uno, al término de la fecha 30 los cuatro primeros pasarán a jugar el Grupo de campeonato, los siguientes cuatro disputarán el Grupo Europa y los últimos ocho equipos jugarán el Grupo de descenso.

## Temporada regular

### Tabla de posiciones
| Pos. | Equipo             | Pts. | PJ | G | E | P | GF | GC | Dif. | Clasificación 2025-26 |
| ---- | ------------------ | ---- | -- | - | - | - | -- | -- | ---- | --------------------- |
| 1    | Ludogorets Razgrad | 13   | 5  | 4 | 1 | 0 | 11 | 1  | +10  | Grupo de Campeonato   |
| 2    | Levski Sofía       | 13   | 5  | 4 | 1 | 0 | 11 | 2  | +9   | Grupo de Campeonato   |
| 3    | Cherno More Varna  | 11   | 5  | 3 | 2 | 0 | 10 | 3  | +7   | Grupo de Campeonato   |
| 4    | Lokomotiv Plovdiv  | 11   | 5  | 3 | 2 | 0 | 6  | 2  | +4   | Grupo de Campeonato   |
| 5    | CSKA 1948          | 10   | 5  | 3 | 1 | 1 | 7  | 5  | +2   | Grupo Europa          |
| 6    | Lokomotiv Sofía    | 9    | 5  | 2 | 3 | 0 | 6  | 2  | +4   | Grupo Europa          |
| 7    | Dobrudzha Dobrich  | 6    | 5  | 2 | 0 | 3 | 6  | 7  | −1   | Grupo Europa          |
| 8    | Arda Kardzhali     | 5    | 4  | 1 | 2 | 1 | 6  | 2  | +4   | Grupo Europa          |
| 9    | Beroe Stara Zagora | 5    | 5  | 1 | 2 | 2 | 5  | 9  | −4   | Grupo de Descenso     |
| 10   | Botev Vratsa       | 4    | 5  | 0 | 4 | 1 | 3  | 4  | −1   | Grupo de Descenso     |
| 11   | Botev Plovdiv      | 4    | 5  | 1 | 1 | 3 | 4  | 10 | −6   | Grupo de Descenso     |
| 12   | CSKA Sofía         | 3    | 4  | 0 | 3 | 1 | 2  | 3  | −1   | Grupo de Descenso     |
| 13   | Spartak Varna      | 3    | 5  | 0 | 3 | 2 | 4  | 7  | −3   | Grupo de Descenso     |
| 14   | Septemvri Sofia    | 3    | 5  | 1 | 0 | 4 | 6  | 13 | −7   | Grupo de Descenso     |
| 15   | Montana            | 2    | 5  | 0 | 2 | 3 | 2  | 11 | −9   | Grupo de Descenso     |
| 16   | Slavia Sofía       | 1    | 5  | 0 | 1 | 4 | 4  | 12 | −8   | Grupo de Descenso     |

Actualizado a los partidos jugados el 18 de agosto de 2025.
 Fuente: Soccerway
Criterios de clasificación: 1) Puntos; 2) Enfrentamientos directos; 3) Diferencia de goles en enfrentamientos directos; 4) Goles de visita en los enfrentamientos directos (solo 2 clubes);
 5) Diferencia de goles; 6) Goles; 7) Juego limpio.

### Resultados
| Local \ Visitante  | ARD | BER | BPL | BVR | CHE | CSK | CSS | DDB | LEV | LPL | LSF | LUD | MON | SEP | SLA | SPA |
| ------------------ | --- | --- | --- | --- | --- | --- | --- | --- | --- | --- | --- | --- | --- | --- | --- | --- |
| Arda Kardzhali     | —   |     |     |     |     |     | Apl |     |     | 0–0 | 1–1 |     |     |     |     |     |
| Beroe Stara Zagora |     | —   | 1–2 |     |     | 1–1 |     |     |     |     |     |     |     |     |     |     |
| Botev Plovdiv      | 0–5 | a   | —   |     |     |     | 1–1 |     |     | a   | 0–1 |     |     |     |     |     |
| Botev Vratsa       |     |     |     | —   |     |     |     |     | 0–0 |     |     | 0–1 |     |     |     |     |
| Cherno More Varna  |     | 4–0 | 2–1 |     | —   |     |     |     |     |     |     |     |     |     |     |     |
| CSKA 1948          | 1–0 |     |     |     |     | —   |     |     |     |     |     |     | 2–1 | 1–0 |     |     |
| CSKA Sofía         |     |     |     |     | 0–0 |     | —   |     | a   |     |     |     |     |     |     | 1–1 |
| Dobrudzha Dobrich  |     |     |     |     |     | 2–1 |     | —   |     |     |     |     |     |     | 2–1 |     |
| Levski Sofía       |     |     |     |     |     |     | a   |     | —   |     |     |     | 5–0 |     | 2–0 | 2–1 |
| Lokomotiv Plovdiv  |     |     | a   |     |     |     | 1–0 | 1–0 |     | —   |     |     |     |     | 2–1 |     |
| Lokomotiv Sofía    |     |     |     |     | 1–1 |     |     |     |     |     | —   |     | 3–0 |     |     |     |
| Ludogorets Razgrad |     |     |     |     |     |     |     | 2–1 |     |     | 0–0 | —   |     | 5–0 |     |     |
| Montana            |     |     |     | 0–0 |     |     |     |     |     | 1–1 |     |     | —   |     |     |     |
| Septemvri Sofia    |     | 2–3 |     |     |     |     |     | 2–1 | 1–2 |     |     |     |     | —   |     |     |
| Slavia Sofía       |     |     |     | 2–2 |     |     |     |     |     |     |     | 0–3 |     |     | —   |     |
| Spartak Varna      |     | 0–0 |     | 1–1 | 1–3 |     |     |     |     |     |     |     |     |     |     | —   |